# Cassia brewsteri
Espèce
Classification phylogénétique
Cassia brewsteri est une espèce de plantes à fleurs de la famille des Fabaceae. C'est un arbre originaire de l'est de l'Australie.

## Description
C'est un arbre à feuillage persistant pouvant atteindre 20 m de hauteur.
Les feuilles pennées font 15 à 23 cm de long
Les fleurs orange apparaissent en été.

## Galerie

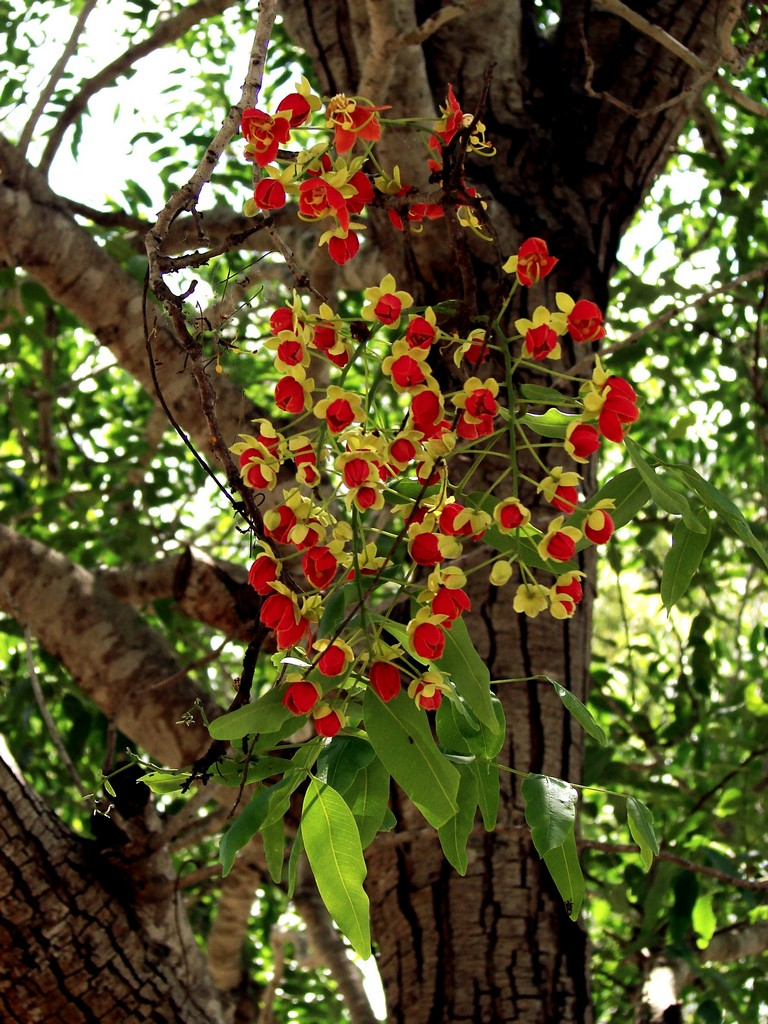
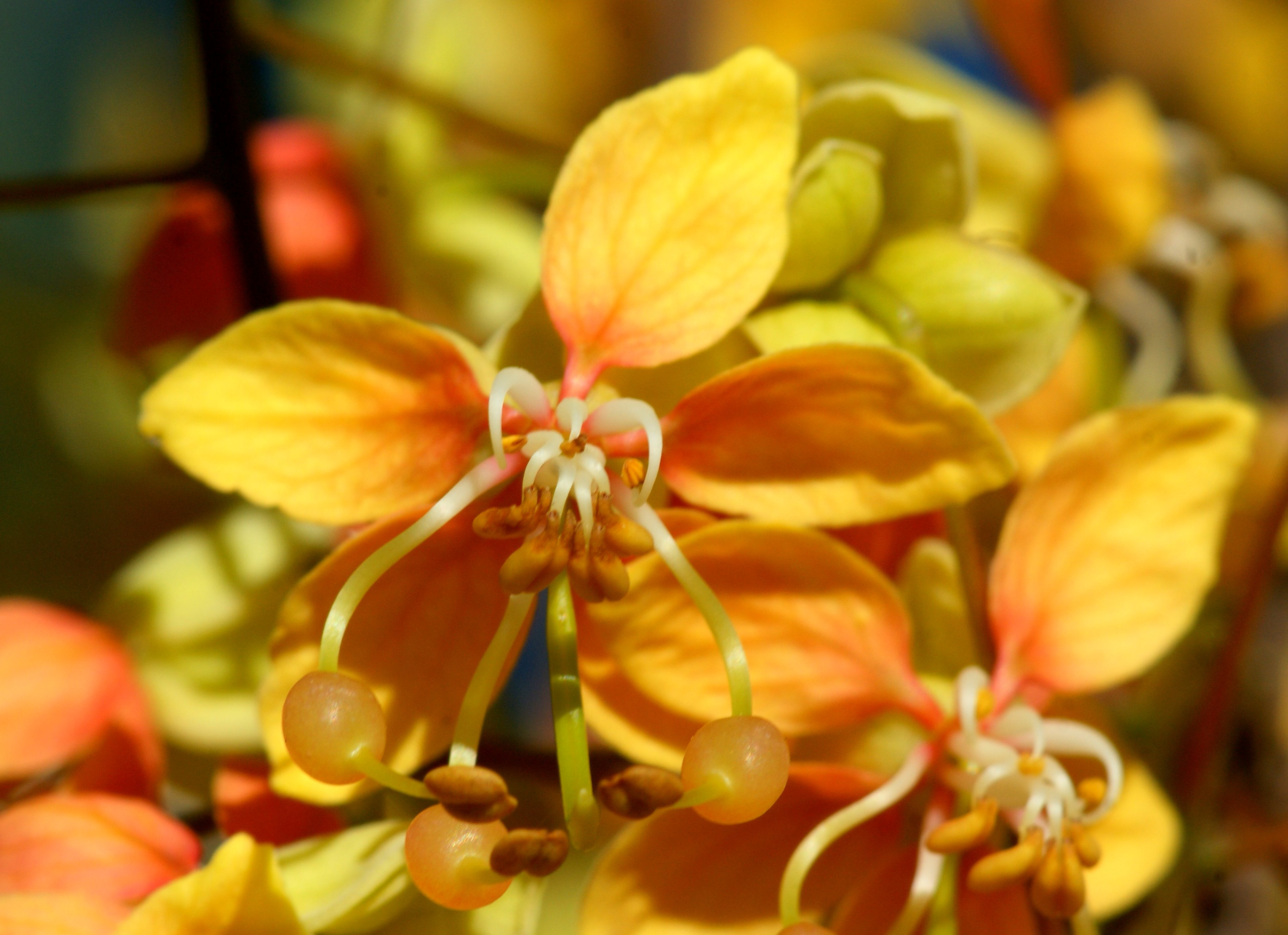